# Iwona Kokorniak
Iwona Katarzyna Kokorniak (zm. 20 lipca 2022) – polska językoznawczyni, dr hab.

## Życiorys
W 2001 ukończyła studia z zakresu filologii angielskiej na  Uniwersytecie im. Adama Mickiewicza, 30 czerwca 2006 obroniła pracę doktorską English at: An integrated semantic analysis (praca posiada tytuł tylko w języku angielskim), 27 września 2019 habilitowała się na podstawie pracy zatytułowanej Modelowanie aspektowe czasowników mentalnych w języku angielskim i polskim: Perspektywa językoznawstwa kognitywnego.
Została zatrudniona na stanowisku  adiunkta w Instytucie Filologii Angielskiej na Wydziale Neofilologii Uniwersytetu im. Adama Mickiewicza, oraz profesora uczelni w Zakładzie Językoznawstwa Kognitywnego na Wydziale Anglistyki Uniwersytetu im. Adama Mickiewicza w Poznaniu.